# 大疆创新
深圳大疆创新科技有限公司（英語：SZ DJI Technology Co., Ltd.），简称为大疆（英文简称DJI），是中華人民共和國的一間以生产、研发民用无人机、航拍器材、攝影等光學系统及車載零組件为主的科技公司。
大疆总部位于深圳市天空之城大廈，其在美國、德國、荷蘭、日本、中国北京、澳大利亚和香港設有辦公室。
截至2020年10月，大疆在全球民用與事業用无人机市场占有率超80%，在全球商用无人机企业中排名第一。2022年10月，大疆列入美國國防部公布的第二批黑名單，認定該公司為軍民融合企業，支持中國人民解放軍的現代化目標。該公司的產品也大量出現在衝突地區。

## 發展歷史

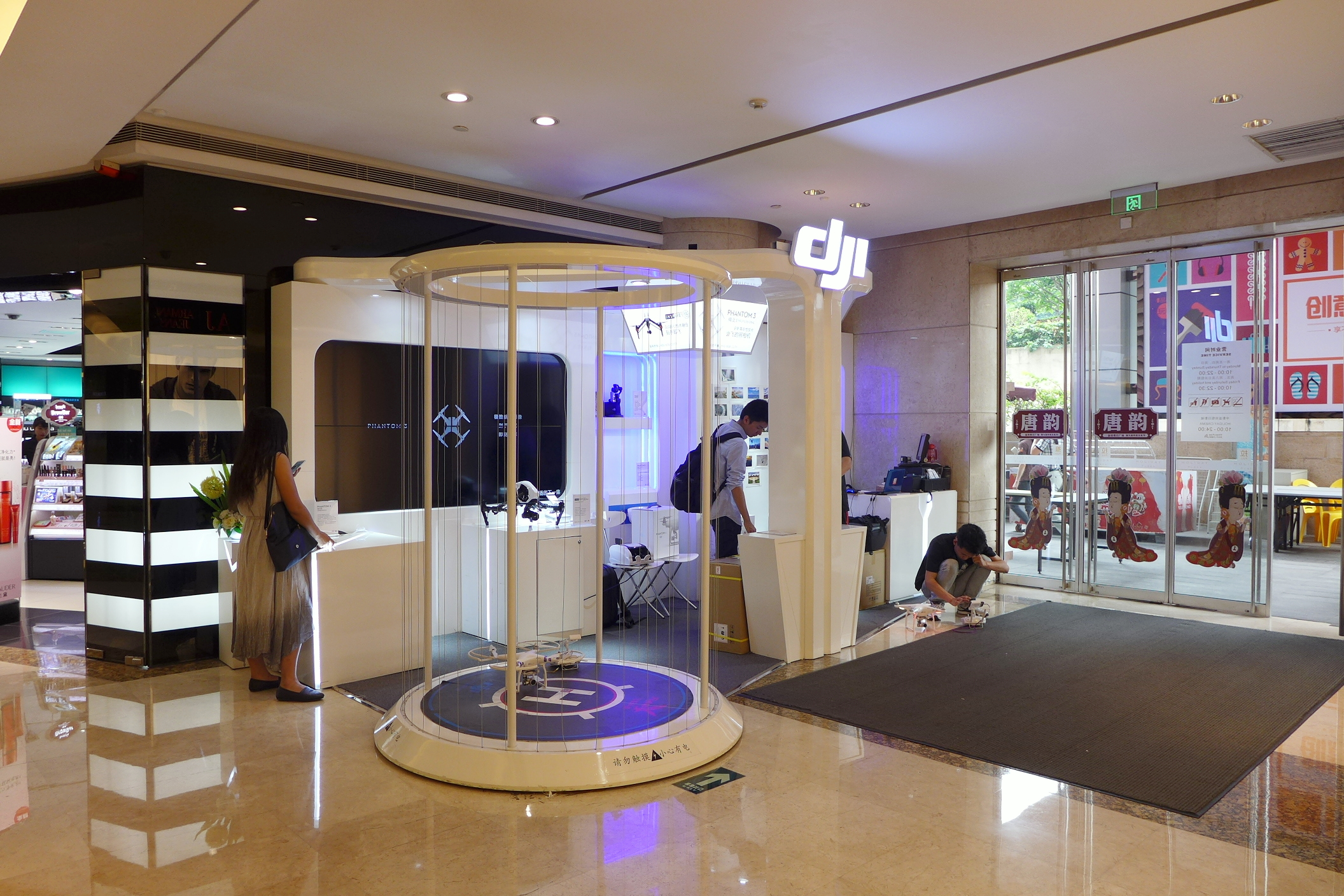
大疆创新於深圳市益田假日廣場專櫃

大疆成立于2006年，其创始人汪滔曾于2003年從华东师范大学退學，到香港科技大學就讀電子與計算機工程學研究生課程，在其2006年畢業後，與兩位同學共同創立大疆創新。公司最初在深圳莲花北的簡陋民房辦公，只有五六位員工。因工作環境簡陋，無法招請專材，原本一起創業的兩位同學在兩年後也相繼離開。但汪滔沒有放棄，在2008年成功研發的第一款較為成熟的直升機飛行控制系統XP3.1面市。
2010年，大疆每月的銷售額達十萬元人民币。同年，香港科技大學向汪滔團隊投資200萬元。他在訪問時表示原只希望能養活一個10-20人的團隊，但其後漸漸發現行業市場前景有很大發展空間。其後多軸飛行器逐渐興起，大疆在新西蘭的一位代理商告訴汪滔，表示每個月售出200多個雲台，超過90%的購買者會將雲台懸掛到多旋翼飛行器上。反之直升機飛行控制系統銷情一般，說明多旋翼飛行器市場比直升機大得多。他很快把在直升機上積累的技術運用到多旋翼飛行器上，並迅速打響口碑，一年後市場占有率達50%。
在2009年和2014年間，大疆的銷售額以每年兩到三倍的速度增長。2014年，大疆售出了大約40萬架無人機，主要以Phantom系列為主。
2015年，為了配合國際業務的急速增長，大疆創新在香港科技園成立了研發團隊。同年12月，深圳市政府直接向大疆批出南山区地鐵5號線留仙洞站南面的T501-0078號地段30年地上權；及後，再於2016年12月投得鄰近的T501-0081地段，並合併發展為現時正在興建的新總部-大疆天空之城大廈，由英國建築師霍朗明設計。
2015年11月5日，大疆宣布成为哈苏少数股东并进入其董事会，双方建立战略伙伴关系。2017年，大疆取得哈苏多數股權，后者成為大疆旗下子公司；2018年，大疆的新產品Mavic 2 Pro搭载了哈苏的L1D-20C相機。
2016年，大疆於租用香港銅鑼灣TOWER 535面積約10,000平方呎的3層地舖作為香港首家旗艦店，於2016年第3季開業。
2017年，大疆投資了動畫《機甲大師》，以比賽中的青年為題材進行中日合製動畫，还將比賽訊息推廣至日本，2016年起也有日本代表隊跨海來參賽。
數據顯示，大疆主導整個無人機市場，在美國和加拿大擁有近三分之二的份額。除業餘愛好者外，大疆目標客戶還有公用事业公司、執法部門和地產商。
2020年12月18日，大疆被美国商务部工业和安全局列入實體黑名單。
2022年10月，大疆列入美國國防部公布的第二批黑名單，認定該公司為軍民融合企業，支持中國人民解放軍的現代化目標。2024年10月18日，大疆对美国国防部提起诉讼，指控其錯誤將大疆列入涉嫌与中國军方合作的企业名单。
2025年7月，大疆创新披露其将推出首款掃地機械人产品“Romo”。

## 产品

### 消费级航拍飛行器

#### Inspire（悟）

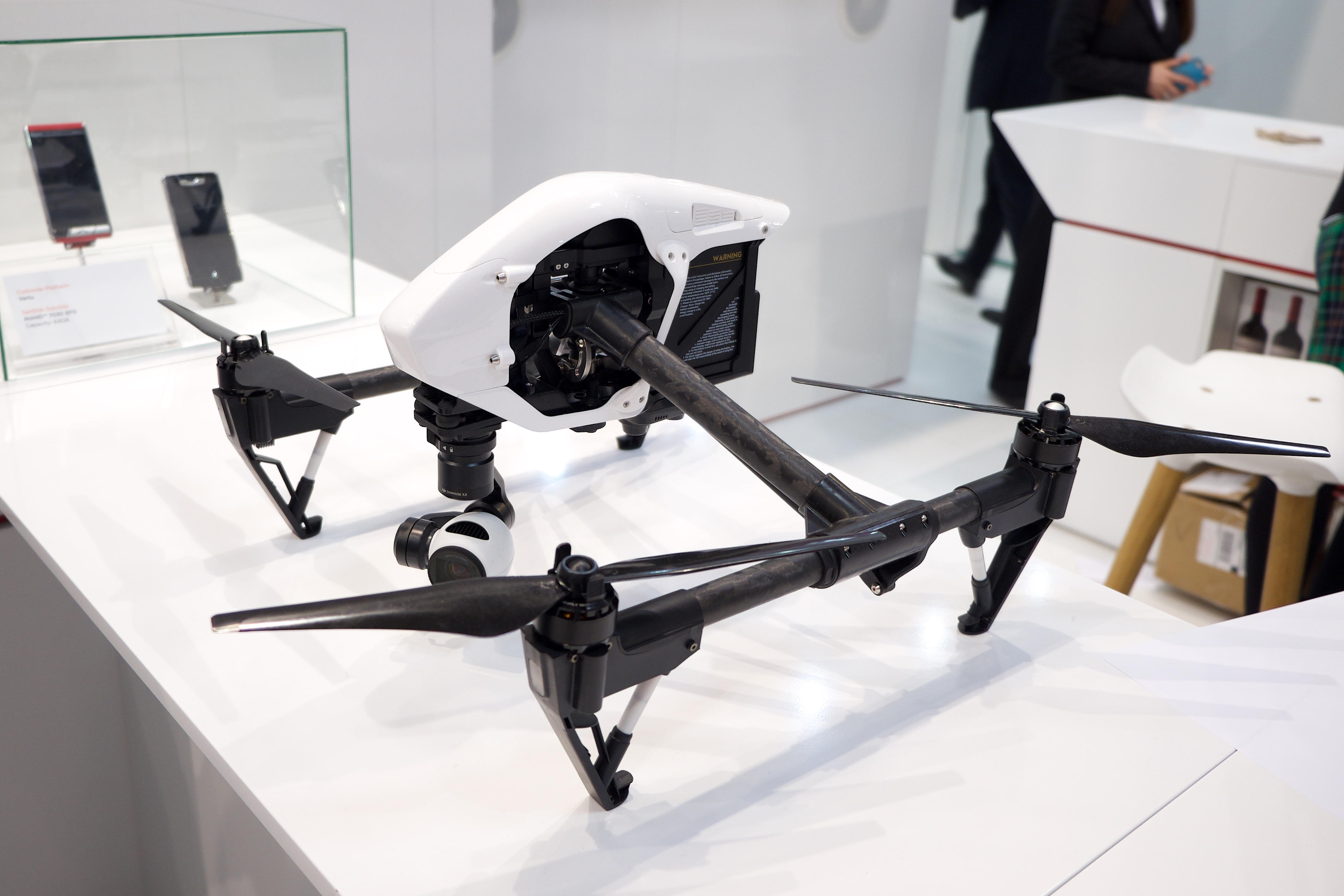
Inspire 1

針對電影拍攝等高端需求推出的一體化飛行平台，目前產品有：
- Inspire 1
- Inspire Pro/RAW
- Inspire 2
- Inspire 3

#### Phantom（精灵）

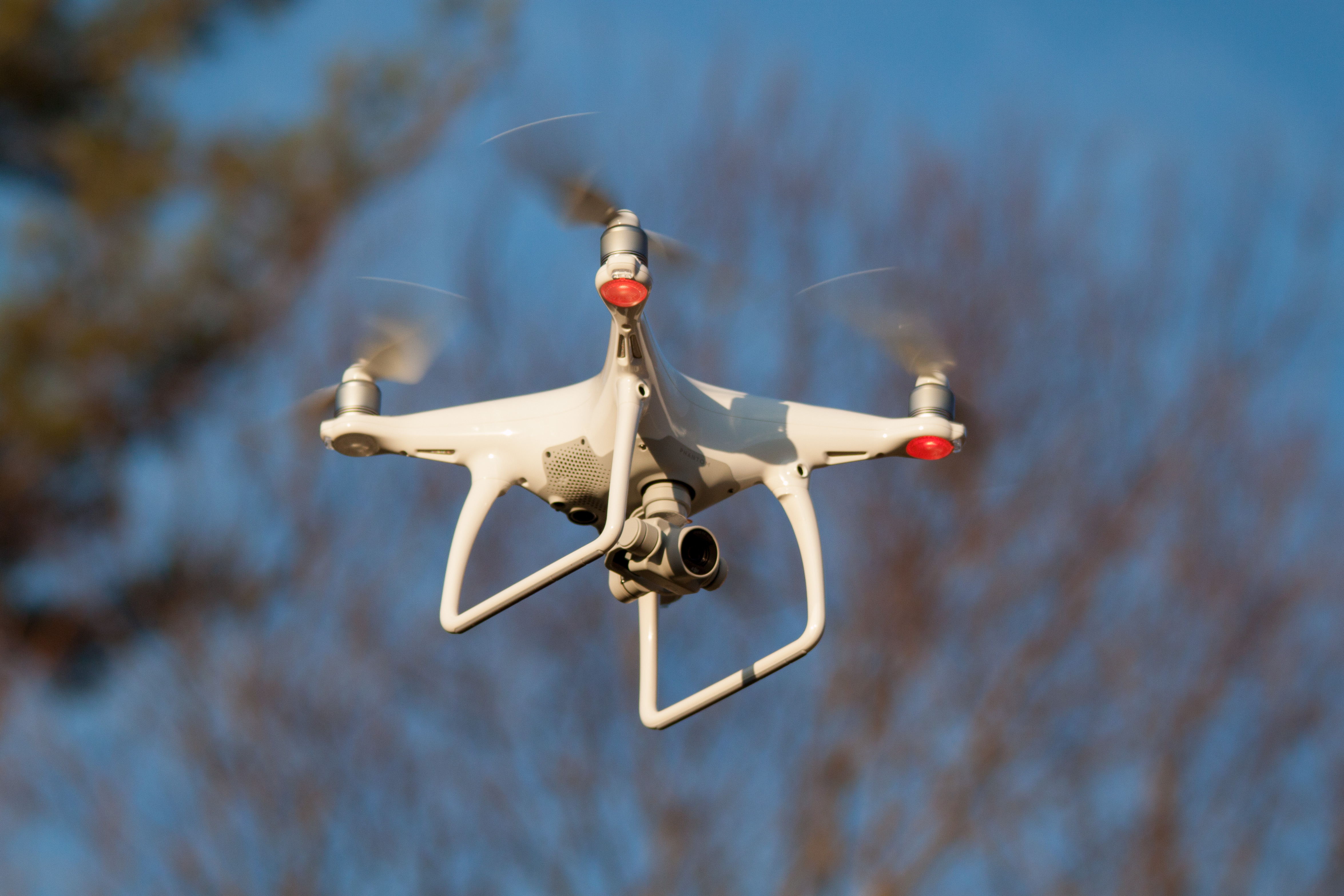
Phantom 4

Phantom（精灵）为大疆公司前代的主流消费级机型，自3代开始配置相机。
- Phantom
- Phantom 2
- Phantom 3 Standard
- Phantom 3 Advanced
- Phantom 3 Professional
- Phantom 3 SE
- Phantom 4
- Phantom 4 Advanced
- Phantom 4 Pro
- Phantom 4 Pro V2.0

#### 便携型无人机
2016年开始，大疆公司针对性地推出了相比Phantom系列更轻便的无人机，并包含多种定位类型机器，逐渐成为了大疆的主流机型。

##### Mavic系列（御）
- Mavic Pro 2016
- Mavic 2 Pro 2018
- Mavic 2 Zoom 2018

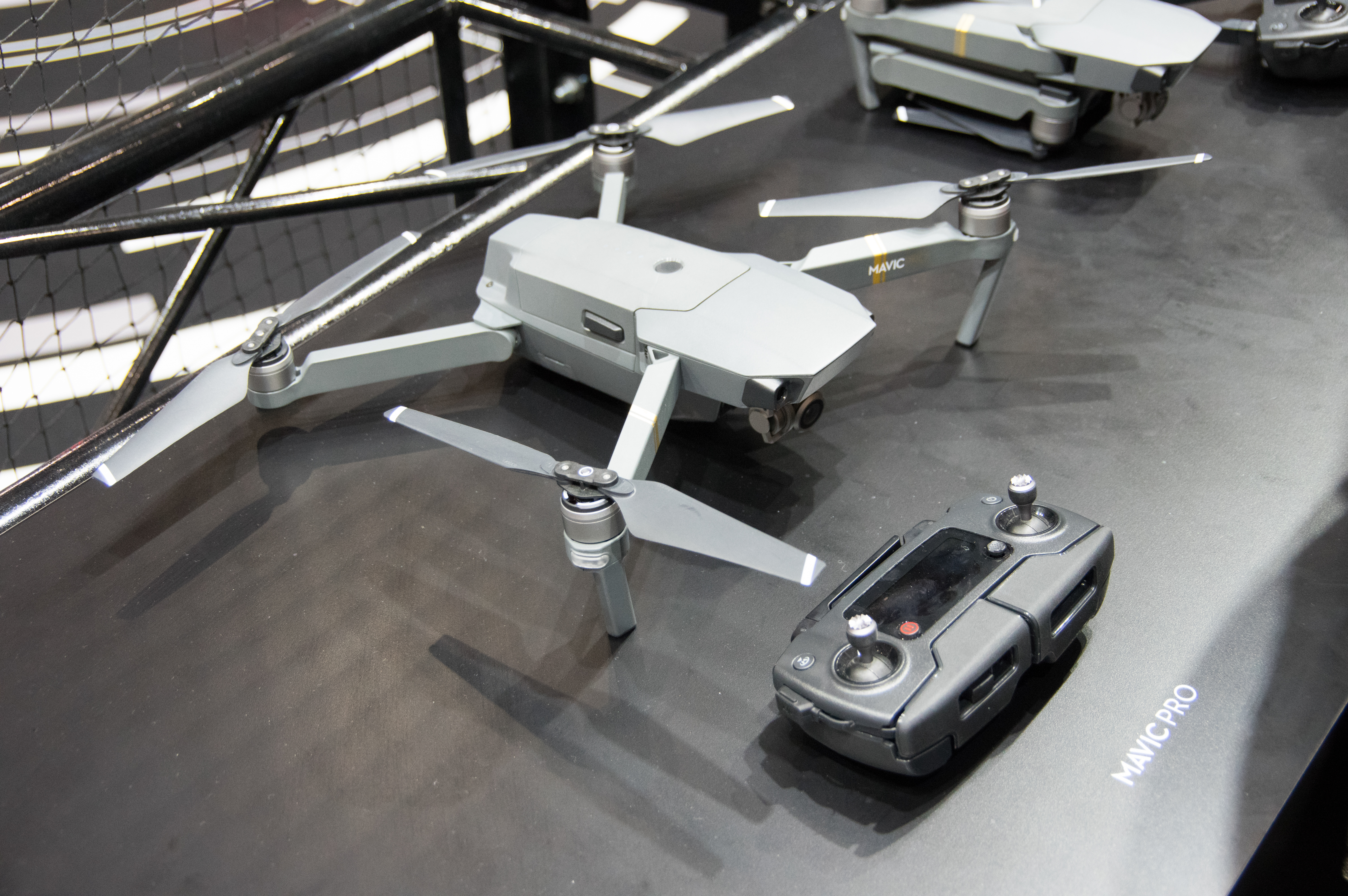
Mavic Pro

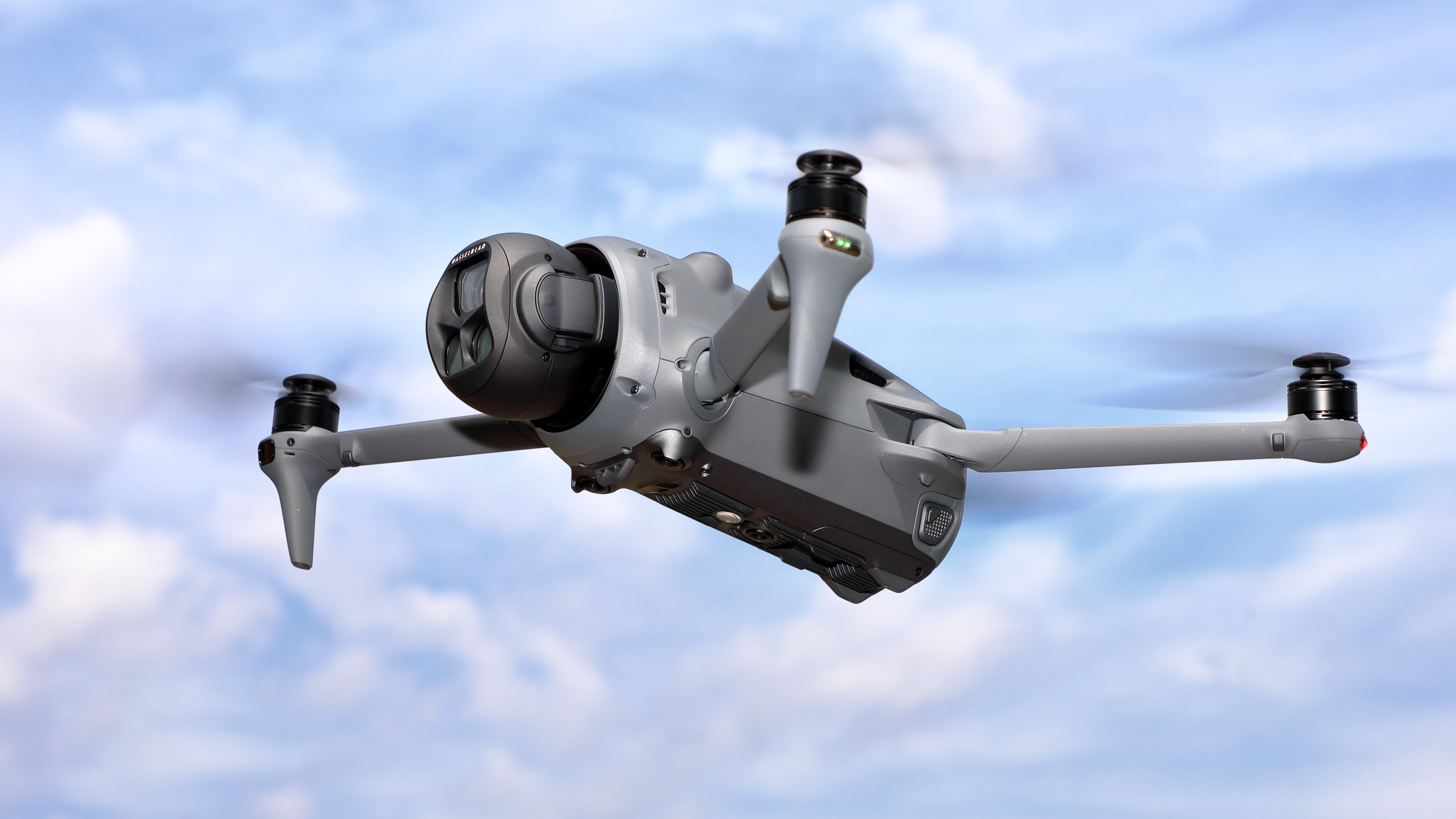
Mavic 4 Pro

- Mavic 2 Enterprise 2018
- Mavic 2 Enterprise Dual 2018
- Mavic 3 2021
- Mavic 3 Cine 2022
- Mavic 3 Classic 2022
- Mavic 3 Pro 2023
- Mavic 3 Pro Cine 2023
- Mavic 4 Pro 2025

##### Spark系列
- Spark 2017

##### Air系列

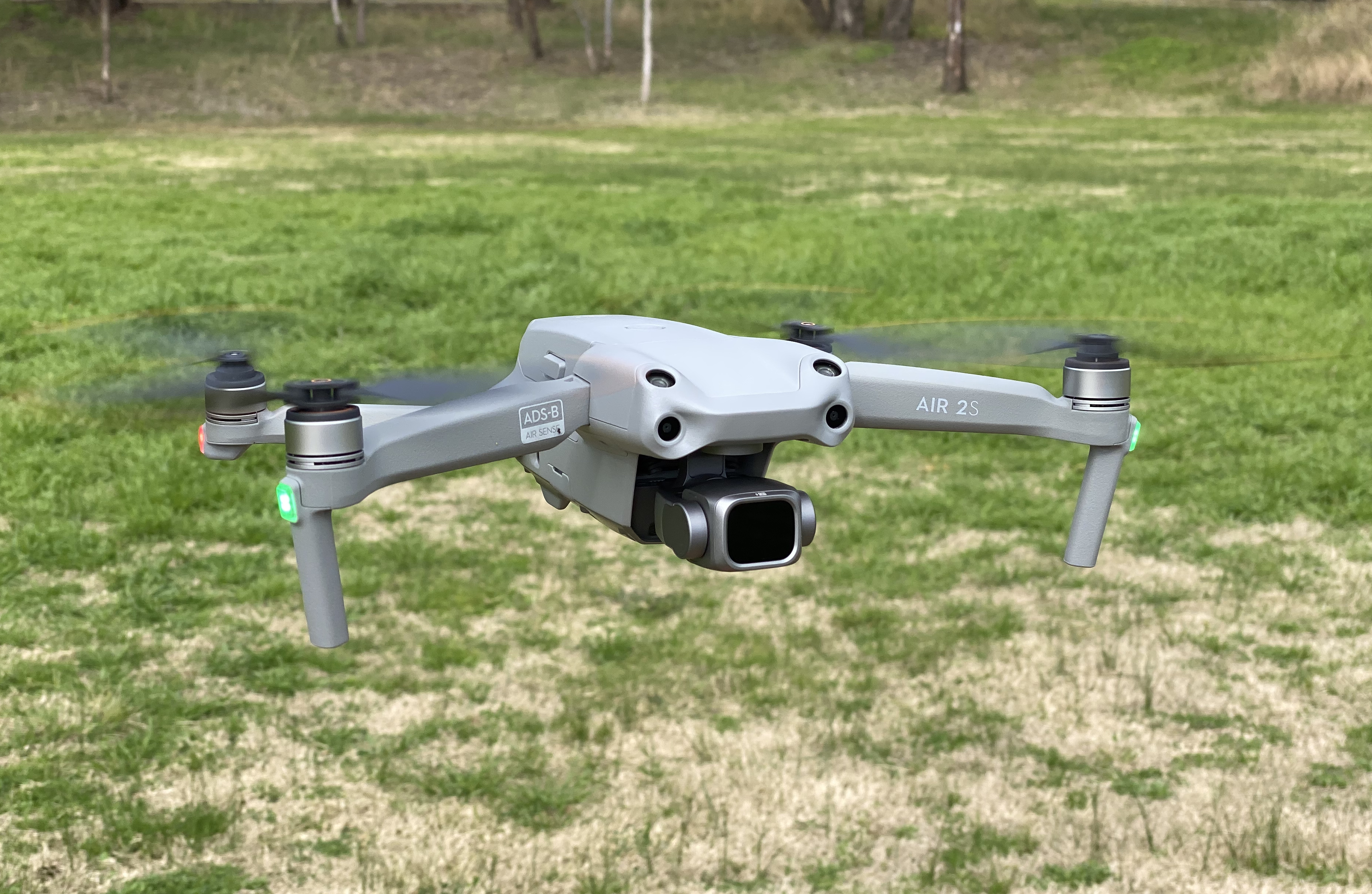
Air 2S

- Mavic Air 2018
- Mavic Air 2 2020
- Air 2S 2021
- Air 3 2023
- Air 3S 2024

##### Mini系列
- Mavic Mini 2019
- Mini 2 2020
- Mini SE 2021
- Mini 3 Pro 2022
- Mini 3 2022
- Mini 2 SE 2022
- Mini 4 Pro 2023
- Mini 4K 2024

#### FPV系列
- DJI FPV 2021

#### Avata系列
- Dji Avata 2023
- Dji Avata 2 2024

#### NEO系列

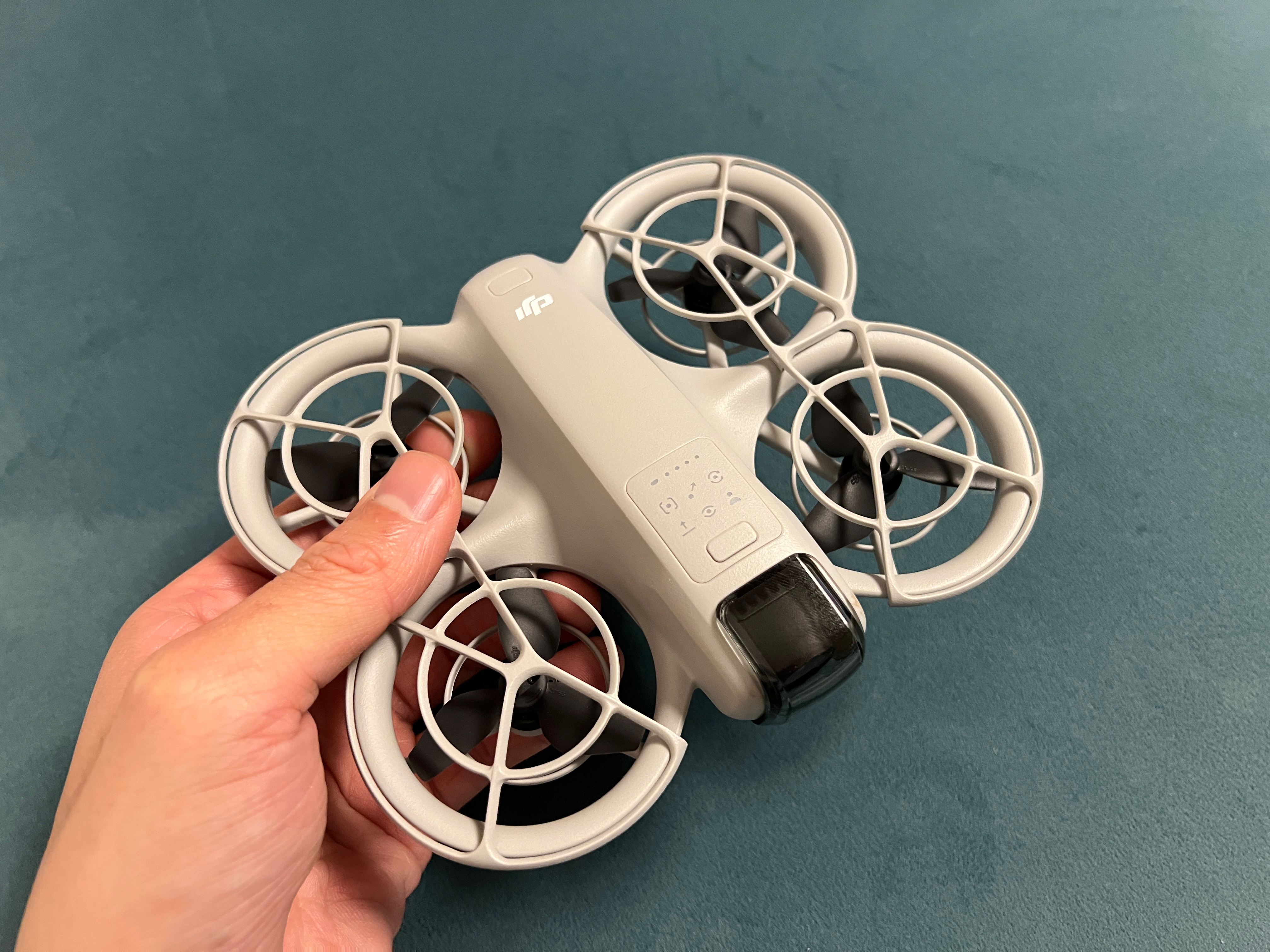
大疆Neo

- DJI NEO 2024

#### FLIP系列
- Dji Flip 2025

### 手持拍摄系列

#### 手持云台
- Osmo Mobile
- Osmo Mobile 2
- Osmo Mobile 3
- Osmo Mobile 4
- Osmo Mobile 4 SE
- Osmo Mobile 5
- Osmo Mobile 6
- Osmo Mobile SE
- Osmo Mobile 7P
- Osmo Mobile 7

#### Osmo Pocket系列
- Osmo Pocket
- Osmo Pocket 2
- Osmo Pocket 3

#### Osmo Action系列
- Osmo Action
- Osmo Action 2
- Osmo Action 3
- Osmo Action 4
- Osmo Action 5 Pro

#### 专业应用
- Ronin（如影）
- Ronin M（如影 M）
- Ronin MX（如影 MX）
- Ronin-2（如影 2）
- Ronin-S（如影 S）
- Ronin-SC（如影 SC）
- RS 2（如影 S2）
- RS C2（如影 SC2）
- DJI RONIN 4D - 6K
- RS 3
- RS 3 Pro
- RS 3 Mini
- DJI RONIN 4D - 8K
- RS 4
- RS 4 Pro
- RS 4 Mini

### 拍摄模块
ZENMUSE系列（禅思)-配合 Inspire 系列產品:
- M1
- X3
- X4
- z3
- z30
- XT
- X5
- X5R
- X5S
- Z15
- X7
- X9

### 麦克风
- DJI MIC
- DJI MIC 2
- DJI MIC Mini

### 行业应用無人機
产品有：
- MG-1农业植保机
- MG-1S农业植保机
- MG-1S RTK农业植保机
- MG-1S Advanced农业植保机
- MG-1P农业植保机
- MG-1P RTK农业植保机
- T16.2018 農業植保機
- T20.2019 農業植保機
- T10.T30.2020 農業植保機
- T20P.T40.2021 農業植保機
- T60.T25p.2023 农业植保机
- T100.2024农业植保机
- Flycart 30(Fc30)空中运载机

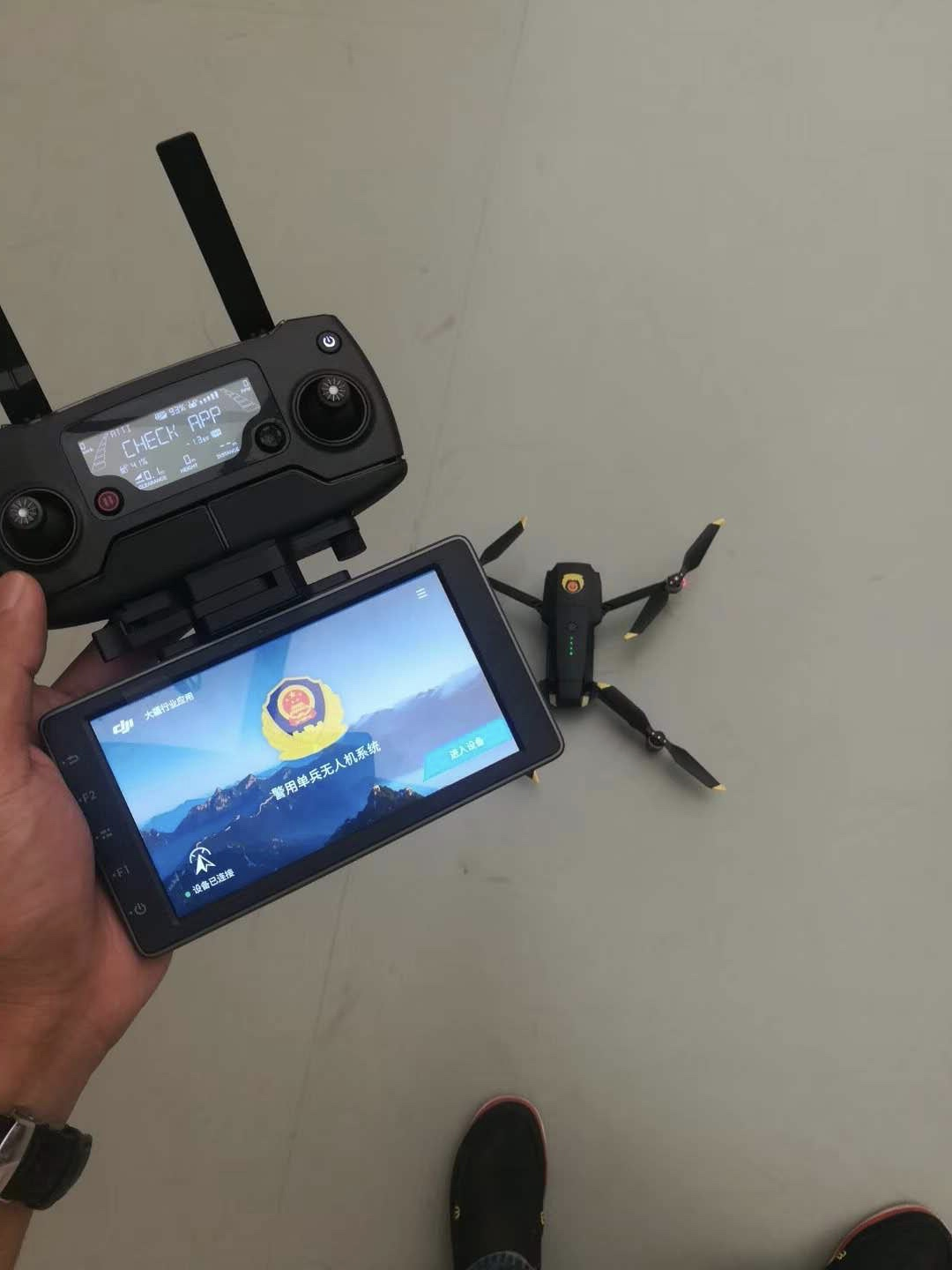
搭载警用行业应用的Mavic Pro无人机

- Spreading Wings S空中機台（觔斗雲S系）
- Mavic 2 Enterprise
- Mavic 2 Enterprise Dual （搭載FLIR製造的熱成像傳感器）
- Mavic 2 Enterprise Advance
- Mavic 3T
- Mavic 3E
- Mavic 3M
- Matrice 100
- Matrice 200
- Matrice 200 v2
- Matrice 200 v2 RTK
- Matrice 300 RTK
- Matrice 350 RTK
- Matrice 30
- Matrice 30T
- Matrice 3D
- Matrice 3TD
- DJI DOCK
- DJI DOCK 2
- DJI Matrice 4E
- DJI Matrice 4T

### 改裝、開發者平台
- MATRICE 100（經緯 M100）
- MATRICE 600（經緯 M600）
- DJI O3 Air Unit（O3天空端）
- DJI O4 Air Unit（O4天空端）
- DJI O4pro Air Unit（O4pro天空端）
- Aeroscope-無人機監控系統
- 飞控:A2 N3 NAZA

### App
- GS Pro
- DJI MG
- DJI Pilot
- DJI GO
- DJI GO 4
- DJI GS RTK
- DJI Pilot 2
- DJI MIMO
- DJI Fly
- DJI Virtual Flight
- DJI RoboMaster
- DJI Tello

### 教育應用
- DJI RoboMaster S1
- DJI RoboMaster EP
- DJI Tello

## 相關事業
隨著航拍影響力逐漸提升，公司贊助鼓勵年輕人參與機器人比賽、無人機競速、航拍比賽等，並在無人機本業上也逐漸踏入專業領域。其中包括2015年擔任主投資方，主辦全國大學生機器人大賽中的機甲大師（RoboMaster）聯賽，该比赛是一種非破壞性機器人遙控對戰比賽
2018年起另舉辦面向社會大眾和企業團體的RoboMaster人工智能挑戰賽，獲得IEEE机器人和自动化国际会议協辦。
2017年，大疆收購了哈蘇，並已經成為公司的主要控股股東，目前獨立運作該品牌。
大疆現在也積極投入造車領域，模式仍在摸索，並與五菱達成戰略合作。

## 争议

### 美国国安风险
由於存在內建後門等資訊安全疑慮，美國軍方於2017年8月宣布立即停止並棄用所有大疆產品，大疆則以升級隱私模式回應，但強調與飛行安全相關的重要數據也會停止傳送。
2019年5月20日，美国CNN网站报道称，美国国土安全部对来自中国的无人机品牌发布了一份“警告”，称“中国制造的无人机存在将敏感的用户信息传回到中国，进而被中国政府获取的嫌疑”。虽然这份“警告”并未具体明确企业的名称，但CNN认为，美国国土安全部将大疆作为打击目标。为此，大疆作出回应，表示“大疆创新的安全性已经在全球得到反复验证，其中也包括美国政府和美国领先企业的独立验证，用户使用产品时所生产、存储和传输的数据都完全由用户掌握”。
2021年6月1日，据美国《国会山报》报道，大疆无人机通过美国国防部安全审查，获准使用。

### 内部贪腐事件
2018年，大疆進行內部整頓改革時發現多個部門有貪腐行為，以致採購零件價格高於一般行情，造成公司損失至少10億元人民幣。該公司已將16名員工移交司法單位調查偵辦，並開除了另外29人。大疆已在公司內成立專業反腐小組，繼續進行後續反貪腐調查。

### 關閉烏克蘭功能事件
2022年俄乌戰爭期間，有乌克兰网友发布推特，表示根据烏克蘭媒体报道，乌克兰所拥有的AeroScope站台功能在無預警下被關閉，但俄羅斯方面並沒有被限制。他表示这是大疆在暗中支持俄罗斯，但同时，他也认为可能是技术问题导致的，并希望大疆能够出面回应。当日，大疆的美国首席发言人在该条推特下发表回复，表示该报道是错误的，大疆知悉乌克兰的一些AeroScope设备存在问题，但不是全部AeroScope，故推斷其故障可能戰爭期間与长时间断电和网络中断有关，并表示大疆没有刻意关闭AeroScope的功能。
2022年3月16日，乌克兰政府副总理米哈伊洛·费多罗夫在推特发表其致大疆的公开信，并表示AeroScope有能力检测无人机操作员所在位置，这导致“俄罗斯使用大疆产品来为导弹提供引导”，且大疆关闭了乌克兰方面的AeroScope功能，但俄罗斯方面可以继续使用这个功能，并呼吁大疆方面停止与俄罗斯往来、停止向乌克兰提供所有在乌克兰运行的大疆无人机的数据，并关闭乌克兰境内除乌克兰用户以外的无人机。次日，大疆回复了此公开信，表示大疆的产品不适用于军事用途、未对乌克兰关闭AeroScope功能、无人机操作员位置不被大疆掌握，若乌克兰提出在乌克兰全境设立电子地理围栏将会配合乌克兰方面。24日，美国科技新闻网站The verge深度采访了大疆公司的亚当·李思博格（Adam Lisberg），亚当·李思博格表示“AeroScope”系统在乌克兰出现接收器故障问题，但并非是大疆主动切断其功能，可能是乌克兰电力不穩或基础线路损坏造成的。27日，德国最大的电子零售商万得城电器下架了大疆无人机。28日，大疆在接受观察者网采访时表示，大疆不掌握用户数据，也无法识别用户的国籍，AeroScope设备产生的数据由运营方掌握，不被大疆掌握。
乌方评论称此事件促使了乌克兰加速自主研发和自制无人机的计划，并对中国供应的无人机保持非常谨慎的态度。

### 俄罗斯驻华大使馆称赞大疆无人机军用事件
2022年8月12日，俄罗斯驻华大使馆于微博引述俄罗斯前参谋长巴卢耶夫斯基言论，称颂中国大疆无人机给火箭炮应用带来了一场真正的革命，原则上已经成为了现代战争的真正象征。
大疆公司于评论反驳称，大疆所有产品都为民用设计，不支持一切军事领域的应用。
2023年1月，《华尔街日报》根据海关记录称，中国大疆生产的无人机经由第3国运输至俄罗斯和乌克兰之后，继续在乌克兰战场上使用。